# Dorogobusch
Dorogobusch (russisch Дорогобу́ж) ist eine kleine Stadt in Russland in der Oblast Smolensk am oberen Dnepr. Sie hat 10.720 Einwohner (Stand 14. Oktober 2010) und liegt etwa 113 km nordöstlich der Gebietshauptstadt Smolensk. Dorogobusch ist auch eine der ältesten Städte der Oblast.

## Geschichte
Die Gründung der Stadt Dorogobusch Mitte des 12. Jahrhunderts wird dem Großfürsten Rostislaw zugeschrieben, der einen Vorposten östlich von Smolensk schaffen wollte, um die ihm gehörige Stadt vor Eroberungsfeldzügen des konkurrierenden Susdaler Fürsten Juri Dolgoruki zu schützen. Über die Herkunft des Stadtnamens existieren keine gesicherten Erkenntnisse; einigen Versionen zufolge setzt sich die Bezeichnung zusammen aus Doroga – Weg, Straße – und Busch – veraltet für Berg; letzteres könnte aber auch den Fluss Bug in Wolhynien bedeuten, wo zu jener Zeit Fürst Isjaslaw II. herrschte, ein älterer Bruder von Rostislaw.
Nach der Errichtung einer Festung an der Mündung des kleinen Flusses Ordynka in den Dnepr ließ Rostislaw eine erste Kirche im Ort errichten. In den nächsten Jahrzehnten wuchs die Bevölkerung des Ortes kontinuierlich, da er sich mit seiner Lage am oberen Dnepr als günstig für Handelsaktivitäten erwies. Im 15. Jahrhundert wurde Dorogobusch, wie auch das gesamte Smolensker Gebiet, Teil des Großfürstentums Litauen, ging jedoch Anfang des 16. Jahrhunderts an Moskowien. Nach einer Verwüstung durch litauische Truppen 1508 ließ Großfürst Wassili III. die Festung durch in Moskau tätige italienische Architekten wiedererrichten. Die Stadt blühte für einige Jahrzehnte wieder als Handelsstadt auf, wurde jedoch Anfang des 17. Jahrhunderts schon wieder verwüstet, diesmal durch polnische Truppen. Von da an bis zum Frieden von Andrussowo 1667 war die Stadt im polnischen Besitz, anschließend ging sie wieder an Moskowien.
Ab Ende des 17. Jahrhunderts wurde die Stadt wiedererrichtet, wobei die alte hölzernen Festungswerke durch solche aus Backstein ersetzt wurden; auch entstanden mehrere neue, ebenfalls steinerne Kirchengebäude. 1708 erhielt Dorogobusch offiziell Stadtrecht. Im Laufe des 18. Jahrhunderts wurde die Stadt nach und nach erweitert, dabei entstand nach dem Vorbild europäischer Städte ein rechteckig kariertes Straßennetz.

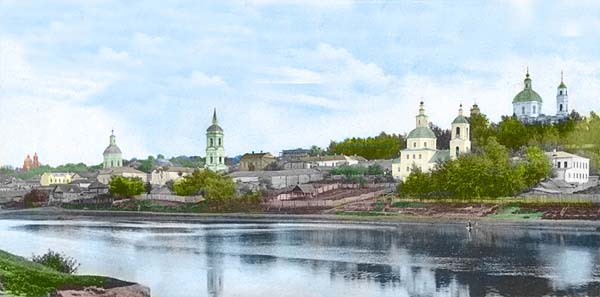
Dorogobusch vor 1917

Eine erneute Zerstörung durchlebte die Stadt im Krieg gegen Napoléon 1812. Beim einige Jahre später eingesetzten Wiederaufbau ließen sich die Architekten vom damals in Mode gekommenen klassizistischen Stil inspirieren. Auch wurde mit der Peter-und-Paul-Kirche im Jahre 1835 ein neues Kirchengebäude errichtet, das bis heute erhalten ist. Mitte des 19. Jahrhunderts stieg Dorogobusch zu einem bedeutenden Handelsplatz für landwirtschaftliche Erzeugnisse auf. Um die Jahrhundertwende herum entwickelte sich die Infrastruktur der Stadt auch dank der Spenden von einigen namhaften, reichen Kaufleuten der Region recht schnell; es entstand ein großes Krankenhaus und andere öffentliche Einrichtungen. Diese Entwicklung setzte sich bis zur Oktoberrevolution 1917 fort. Danach verlor Dorogobusch seine Bedeutung als Handelsplatz. In den 1920er- und 1930er-Jahren wurden hier erstmals ein Kraftwerk sowie ein Eisenbahnanschluss geschaffen.
Während des deutschen Angriffs im Krieg gegen die Sowjetunion wurde Dorogobusch abermals verwüstet, nachdem die Stadt trotz erbitterten Partisanenwiderstandes von der Wehrmacht besetzt und über ein Jahr lang kontrolliert wurde. Südlich entstand damals die Feldbahn „Julia“. Nach dem Rückzug sprengten die Deutschen fast alle Kirchen der Stadt; von ursprünglich 8500 Einwohnern waren nur noch etwas über 800 übriggeblieben. Zwar wurde die Stadt seit den 1950er Jahren wiederaufgebaut, von der historischen Altstadt konnte jedoch fast nichts mehr rekonstruiert werden.
Seit Mitte des 20. Jahrhunderts entstanden in Dorogobusch vermehrt Industrieobjekte. In den 1980er-Jahren wurde die Stadt um ein neues großes Wohnviertel am Dneprufer erweitert, womit sich die Stadtbevölkerung nahezu verdoppelt hat. In den 1990er-Jahren wurde eine neue Dneprbrücke fertiggestellt sowie ein historisches Kloster in der Umgebung der Stadt wiederaufgebaut, das ebenfalls im Zweiten Weltkrieg zerstört worden war.

### Bevölkerungsentwicklung
| Jahr | Einwohner |
| ---- | --------- |
| 1897 | 06.486    |
| 1926 | 07.850    |
| 1939 | 08.522    |
| 1959 | 05.823    |
| 1970 | 06.663    |
| 1979 | 07.488    |
| 1989 | 12.254    |
| 2002 | 12.250    |
| 2010 | 10.720    |

Anmerkung: Volkszählungsdaten

## Sehenswürdigkeiten

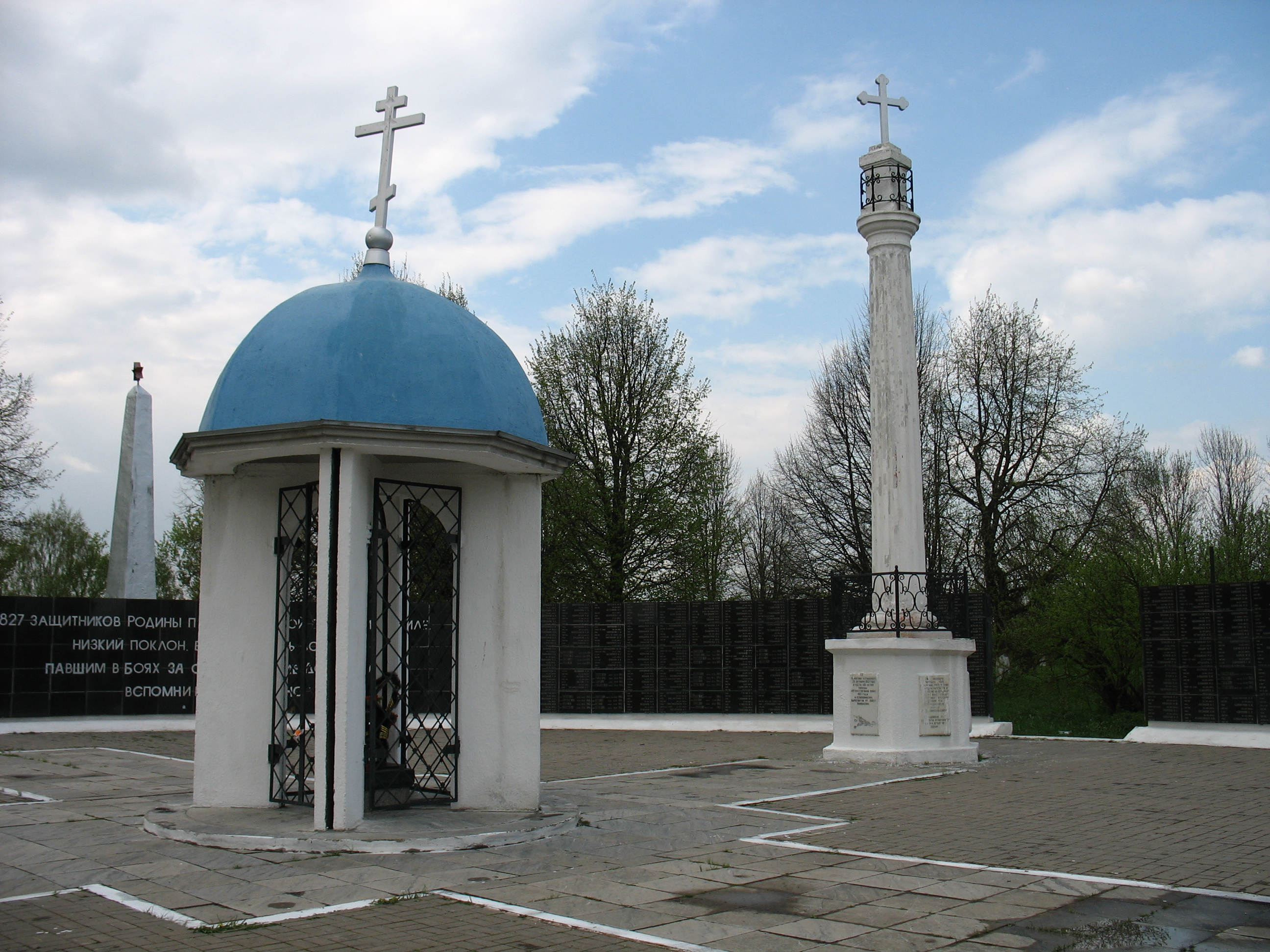
Kriegsdenkmal in Dorogobusch

Zu den wichtigsten Bauwerken der Stadt und der näheren Umgebung zählen die sehr wenigen Architekturdenkmäler aus der Zeit vor 1917, insbesondere die Peter-und-Paul-Kirche aus dem Jahre 1835 sowie das in jüngerer Zeit restaurierte Gerassimo-Boldinski-Kloster aus dem 16. Jahrhundert, das sich im Dorf Boldino rund 19 km östlich von Dorogobusch befindet. Sehenswert ist auch das Dorf Alexino 18 km südöstlich der Stadt mit einem Herrenhaus aus dem frühen 19. Jahrhundert und einer Kirche aus dem Jahr 1794.

## Wirtschaft und Verkehr
In Dorogobusch gibt es mehrere Fabriken, die vorwiegend in der Zeit nach dem Zweiten Weltkrieg erbaut wurden. Hierzu gehört eine Düngemittel- und eine Heizkesselfabrik, ein Möbelwerk und eine Ziegelei. Darüber hinaus spielt die Landwirtschaft in der Umgebung der Stadt eine bedeutende Rolle.
Bei günstigem Wasserstand ist Dorogobusch die oberste Stelle bis zu der der Dnepr schiffbar ist; regelmäßig ist jedoch nur Orscha erreichbar.